# 皮薩木板畫

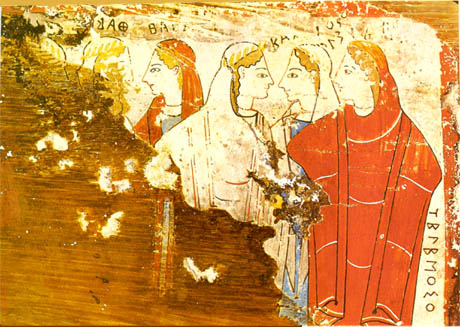
2號木板

皮薩木板畫（英語：Pitsa panels / Pitsa tablets）為一組在希臘科林西亞的皮薩（Pitsa）附近發現的彩繪木片，是現存最早的希臘木板畫。

## 地點
1930年代，在鄰近西库翁的皮薩村，村旁的一個山洞內發現了四塊木板，當中有兩塊已嚴重殘缺不全，其風格可以追溯到大約西元前540-530年，即希臘藝術晚期的古風時期。

## 技術
皮薩木板畫所用的是薄木板，上面覆蓋著灰泥（石膏）並塗有礦物顏料。其鮮豔色彩令人意外地被完好保存，只使用了八種顏色（黑、白、藍、紅、綠、黃、紫和棕），沒有任何陰影或漸變。 可能是先畫出黑色輪廓再上色。

## 主旨
這些木板描繪了與寧芙崇拜有關的宗教場景。
在剩下的兩幅接近完整的遺存物中，其中一幅顯示了獻給寧芙的祭品。有三名或三名以上的女性，身穿薄襯衣（chiton）和普羅斯袍（peplos），正在靠近右邊的祭壇。伴隨她們的是演奏里拉琴和阿夫洛斯管的樂師。離祭壇最近的人似乎正在從壺裡倒奠酒。她身後的一個小身影，也許是個奴隸，正牽著一頭犧牲用的羔羊。以科林斯字母寫成的銘文給出了兩位女性奉獻者的名稱Euthydika和Eucholis，並指出這塊木板或所描繪的祭品是獻給寧芙的。
第二塊保存完好的木板上還有一篇獻給寧芙的文字，上面有三個部分重疊的女性人物，也許是寧芙本身。

## 功能和背景
這些木板是作為獻祭品，與希臘各地普遍存在的農村寧芙崇拜有關。從風格和技術上看，可能代表了在當年相當劣質的木板畫。皮薩木板畫以及其它希臘聖地（如埃皮達魯斯）的木材繪畫或銘文祭品的參考資料表明，皮薩木板畫屬於底層或貧窮階級人口的祭品類型。這種簡單的祭品最初可能數量不少，但是與由石頭、青銅或貴金屬製成高價祭品相比，它們是由易腐爛的材料製成，這一點造成這種木板畫幾乎完全從考古記錄中消失。

## 意義
大多數保存下來的古代繪畫不是壁畫就是瓶畫。據了解，木板畫更加受到重視，卻鮮少有存世作品。古代木板畫最著名的例子「法尤姆木乃伊肖像」和「塞維蘭圓形畫」都屬於羅馬時代。皮薩木板畫可能是由於洞內獨特氣候條件而保存下來，是迄今為止這種技術最早倖存下來的例子。它們作為唯一的前羅馬標本，幾乎代表了整個藝術風格的所有證據。此外，古希臘人認為木板畫是發明於離皮薩不遠的西库翁。